# Długojów
Długojów – wieś w Polsce położona w województwie świętokrzyskim, w powiecie kieleckim, w gminie Zagnańsk.
W latach 1975–1998 miejscowość administracyjnie należała do województwa kieleckiego.
Przez wieś przechodzi  żółty szlak turystyczny z Końskich do Serbinowa oraz  zielony szlak rowerowy z Sielpii Wielkiej do Błotnicy.
W 1827 r. miejscowość liczyła 10 domów i 67 mieszkańców, obecnie liczba ta zwiększyła się niemal dwukrotnie.